# Sobre Melisso, Xenófanes e Górgias
Sobre Melisso, Xenófanes e Górgias (De Melisso, Xenophane, Gorgia, ou MXG) é um texto de autoria anônima, falsamente atribuído a Aristóteles ou a um discípulo do Liceu. A obra foi provavelmente escrita durante o século I ou mais tarde por um membro da escola peripatética; no entanto, seu estilo de argumentação e suas conclusões são distintamente pirrônicos ao invés de aristotélicos.

## Conteúdo
Trata-se de uma apresentação comentada de textos de autores ligados à Escola Eleata. Xenófanes é o filósofo mais antigo, possivelmente teve influência sobre Parmênides. Melisso é um discípulo de Parmênides. Górgias teria escrito o Tratado do Não Ser em resposta a Parmênides, que interditara falar sobre o que não é. 
A edição crítica mais recente foi feita por Barbara Cassin, em 1980.